# Tripoliszi Grófság
A Tripoliszi Grófság (1109–1289) volt az utolsóként alapított keresztes állam a Közel-Keleten, mely a mai Észak-Libanon területén terült el. A grófság magvát adó város, Tripoli, mindmáig létezik. A grófság területét a keresztes hadak 1109-ben szerezték meg, majd Bertrand toulouse-i gróf vezetése alatt szerveződött meg a grófság, mely a jeruzsálemi király vazallusa lett. A grófság később az Antiochiai Fejedelemségbe tagozódott be a 13. század folyamán. A Tripoliszi Grófság 1289-ben esett el a muszlim mamlúkok kardja által.

## Tripoliszi Grófság megszületése
A Tripoliszi Grófság megszervezése IV. Rajmund toulouse-i gróf ötlete volt, Rajmund egyike volt a legbefolyásosabb és legvagyonosabb keresztes vezéreknek, kit az a vágy fűtött, hogy az I. keresztes hadjárat után birtokokat szerezzen magának a Szentföldön. Időközben nyugati urak kezébe került Antiochia, a Jeruzsálemi Királyság, valamint az Edesszai Grófság; Rajmund csupán Bizánctól tudott területeket nyerni, azonban azokat bölcsen használva jelentősen megerősítette, és Tripolitól néhány mérföldre várat építtetett. Ezt használta később hídfőként az ostromhoz, minek beteljesültét ő maga már nem láthatta meg, mivel 1105-ben elhunyt, azonban az ostrom folytatódott, majd 1109. július 12-én Tripoli kapitulált. Tripoli területe két részre osztatott, az északi területeket Cardagne grófja, Vilmos kapta, míg a déli területeket Bertrand toulouse-i gróf, Rajmund fia kapta.
A Tripoliszi Grófság megszületésével a Jeruzsálemi Királyság, s így a keresztes államok kiterjesztették fennhatóságukat a Földközi-tenger teljes keleti partvidékére. A jeruzsálemi királynak, I. Balduinnak komoly szerepe volt a muszlim védők megtörésében, valamint Bertrand birtokigényének érvényesítésében, ennek okáért a mindenkori tripoliszi gróf hűséggel tartozott a mindenkori jeruzsálemi királynak, maga a grófság nem lett része a Jeruzsálemi Királyságnak, de annak hűbérese lett.

## A grófság területe
A Tripoliszi gróf uralta a Földközi-tenger partvidékét Maracleától Bejrútig, ereje teljében a grófság határai egészen a Krak des Chevaliers-ig nyúltak be szárazföldre. A grófság területe uradalmakra tagolódott, melyek legtöbbje kikötői központokban létesült.

## Vallás
A Tripoliszi Grófság esetében magától értetődő lenne, hogy a jeruzsálemi pátriárkának legyen vallási tekintetben alárendelve, azonban a valóságban nem így volt, a grófság teljes területe az antiochiai pátriárka fennhatósága alá esett, mely a két állam közti szoros együttműködés ékes példája és bizonyítéka lehet.

## A hattini csata után

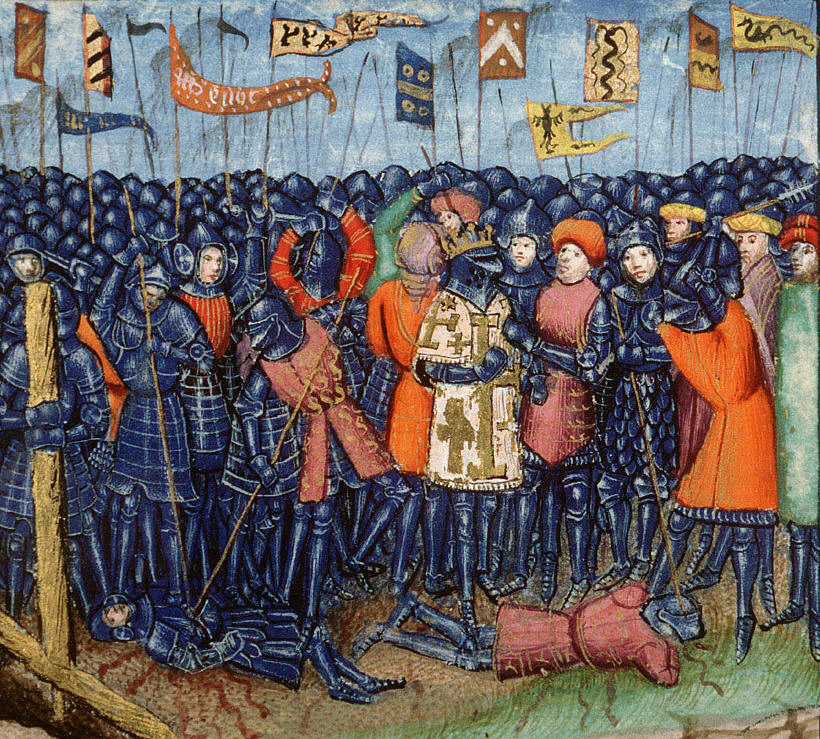
A hattini csata

1187. július 4-én a hattini csatában a keresztesek egyik legnagyobb vereségüket szenvedték el a muzulmán Szaladin szultán seregétől. 1187. október 2-án Szaladin (Szaláh ad-Dín) szultán elfoglalta Jeruzsálemet, miután a Tiberias-tó melletti csatában előzőleg legyőzte Guidó jeruzsálemi király seregét. A hír nagyon gyorsan elérte Európát és II. Vilmos szicíliai király azonnal hajóhadat indított a Szentföldre, és ezzel megakadályozta, hogy Szaladin elfoglalja Tripolit.

## A grófság eleste
1287. október 19-én elhunyt IV. Bohemond tripoliszi gróf, akinek a gyermektelen halálával a húga, Lúcia megörökölte a Tripoliszi Grófságot, valamint az antiochiai hercegi címet. Lúcia ekkor a Nápolyi (Szicíliai) Királyságban tartózkodott, így Bohemond és Lúcia anyjának, Szibilla özvegy hercegnének ajánlották fel a kormányzást, aki már fia kiskorúsága idején is vitte a kormányrudat, de nézeteltérés alakult ki a hercegné és a város vezetése között, ezért Szibilla lemondott a hatalomról, és hazájába, Kis-Örményországba távozott. Lúcia 1288 elején a férjével hajón a Jeruzsálemi Királyság fővárosába, Akkonba érkezett. A Tripoliszi Grófság vezetése azonban megosztott volt Lucia örökségének és hatalmának elismerése ügyében, de végül az örökös grófnő 1288. április 26-án bevonulhatott Tripoli városába, és átvette az országa vezetését.
A folyamatos harcok, a kellő mennyiségű utánpótlás hiánya, valamint a muszlim nyomás végül megtörte a grófságot. Al-Manszúr Kaláún egyiptomi szultán elhatározta, hogy beveszi az utolsó keresztes államot a Szentföldön, mely akkor már ténylegesen I. Lúcia tripoliszi grófnő birtokában volt, ő és férje, Narjot de Toucy voltak a Tripoliszi Grófság utolsó uralkodói. Az ostrom 1289 márciusában vette kezdetét, és egyiptomi győzelemmel zárult, ezzel a Tripoliszi Grófság betagozódott Al-Manszúr Kaláún egyiptomi szultán birodalmába, és megszűnt létezni. Lúcia Ciprusra menekült. Halála után 1299-ben egyetlen gyermeke, Fülöp örökölte a grófi címet, aki viszont a következő évben meghalt, így ez a cím ezután a ciprusi királyi házra szállt.